# The Sensational Skydrunk Heartbeat Orchestra
The Sensational Skydrunk Heartbeat Orchestra ist eine Ska-Pop-Band aus Deutschland. Sie wurde 2005 im bayerischen Aichach bei Augsburg gegründet. Neben Ska finden sich in den Liedern der Band Einflüsse aus Rock, Pop, Hip-Hop, Funk, Polka und Reggae.

## Geschichte
Neun Musiker aus Aichach gründeten am 6. Februar 2005 „The Sensational Skydrunk Heartbeat Orchestra“ und schon kurz darauf nahm das Orchester ihre erste EP Having A Pretty Long Band Name We Decided To Take A Short One For This EP But Damn! It Didn’t Work Out auf. Nach vielen Liveshows, unter anderem auf dem Rototom Sunsplash Festival in Udine, nahm die Gruppe ihre erste Single Don’t Worry, Be Happy auf.
2009 erschien das Album Grown beim Label Rookie Records mit der Singleauskopplung Feet They Hardly Touch the Ground. Mit dieser Single gelang es der Band, Airplay bei Sendern wie Bayern 3, FM4, egoFM und on3 zu bekommen. Im selben Jahr spielte die Band auch auf der Hauptbühne des Passauer Pfingst Open Air. 2010 eröffnete die Band das Taubertal-Festival.
2011 erschien das zweite Studioalbum Hinterland und eine erste Tour durch Deutschland (Hannover, Köln, Potsdam, Dresden, Hamburg, Nürnberg) fand statt. Über 40 Konzerte wurden in diesem Jahr gespielt, unter anderem bei der Anti-AKW-Demo auf dem Odeonsplatz in München mit über 30.000 Zuhörern. Im folgenden Jahr wurde nach Auftritten auf verschiedenen Festivals, u. a. dem Tollwood in München, im Spätsommer 2012 die EP Tainted Love vorgestellt.
Nach vielen Konzerten 2013 wie zum Beispiel auf dem Modular Festival in Augsburg widmete sich das Sensational Skydrunk Heartbeat Orchestra seit Anfang 2014 ihrem dritten Album, das in den Klangwasser Studios aufgenommen wurde. Im August wurden einige der Lieder des neuen Albums auf dem Stereowald Festival präsentiert. Im September folgten die Aufnahmesessions im Studio. Das Jahr endete mit zwei Auftritten beim Tollwood-Festival in München und einem Ska-Xmas-Event mit Skaos in der Diskothek Musikkantine in der Reese-Kaserne in Augsburg. Am 13. Januar 2017 erschien das dritte Album King & Queen bei dem Indie-Label Milky Hilly Music. Vorgestellt wurde es im Jugendclub ZOOM in Schrobenhausen.
In der Folge spielte die Band auf Festivals wie dem Modular Festival in Augsburg, dem Noisehausen Festival in Schrobenhausen und dem Digitalanalog Festival in München.
Parallel zu vielen Auftritten, wie bei einer Tour durch Sachsen mit der befreundeten Band Yellow Umbrella, arbeitete die Band an ihrem vierten Album Colours, welches 2019 releast und unter anderem als Co-Headliner auf dem Stereostrand Festival in Aichach präsentiert wurde.
Höhepunkt des Jahres 2023, in dem die Band ihr 18-jähriges Jubiläum feierte, war der Auftritt beim Musikfest Blumenthal im Schloss Blumenthal (Aichach), als man eigens arrangierte Songs zusammen mit dem Symphonieorchester Camerata Vitilo präsentierte. 
Im November 2024 kündigt die Band im Rahmen des Releases der Single Democracy eine Amerikatour und ein neues Album für das Jahr 2025 an.
Im Juni 2025 reiste die Band im Rahmen des 20-jähringen Bühnenjubiläums zu einer siebentägigen Tour nach New York und spielte dort vier Konzerte.

## Diskografie

### Alben
- 2009: Grown (CD, Rookie Records)
- 2011: Hinterland (CD, Rookie Records)
- 2017: King & Queen (CD, Milky Hilly Music)
- 2019: Colours (CD, Vinyl, Milky Hilly Music)

### EPs und Singles
- 2006: Having A Pretty Long Band Name We Decided To Take A Short One For This EP But Damn! It Didn’t Work Out
- 2008: Don't Worry Be Happy (Sameway Records)
- 2010: Feet They Hardly Touch The Ground (CD, Rookie Records)
- 2012: Tainted Love (Vinyl, Rookie Records)
- 2024: Democracy

### Beteiligung an Samplern
- 2009: Rookie Pearls #1 (CD, Rookie Records)
- 2013: Rookie Pearls #3 (CD, Rookie Records)
- 2014: Sound of the Suburbs (CD, MMP Mute Music Publishing)